# Dybbølsbro station
Dybbølsbro station är en järnvägsstation på Vesterbro i Köpenhamn. Stationen trafikeras av Köpenhamns S-tåg (motsvarande pendeltåg) och är den station som ligger närmast sydväst om Københavns Hovedbanegård. Antalet resenärer som använder stationen, som invigdes 1934, har ökat i samband med etableringen av köpcentrumet Fisketorvet.
Dybbølsbro station trafikeras av linjerna A, B, Bx, C, E och H. Det är alla utom linje F.
I mars 2020 beslutade staden att bygga en busstation nära Dybbølsbro station.
Det finns (2020) ingen riktig busstation i Köpenhamn för långdistansbussar i linjetrafik. De stannar vid en trottoar på Ingerslevsgade, en gata mellan Dybbølsbro och København H.